# Bath (Virginia Occidental)
Bath es un pueblo ubicado en el condado de Morgan en el estado estadounidense de Virginia Occidental. En el Censo de 2010 tenía una población de 624 habitantes y una densidad poblacional de 717,05 personas por km².

## Geografía
Bath se encuentra ubicado en las coordenadas 39°37′29″N 78°13′39″O / 39.62472, -78.22750. Según la Oficina del Censo de los Estados Unidos, Bath tiene una superficie total de 0.87 km², de la cual 0.87 km² corresponden a tierra firme y (0%) 0 km² es agua.

## Demografía
Según el censo de 2010, había 624 personas residiendo en Bath. La densidad de población era de 717,05 hab./km². De los 624 habitantes, Bath estaba compuesto por el 96.47% blancos, el 0% eran afroamericanos, el 0.48% eran amerindios, el 0.32% eran asiáticos, el 0% eran isleños del Pacífico, el 0.96% eran de otras razas y el 1.76% pertenecían a dos o más razas. Del total de la población el 2.72% eran hispanos o latinos de cualquier raza.